# Renia turpis
Renia turpis är en fjärilsart som beskrevs av William Schaus 1912. Renia turpis ingår i släktet Renia och familjen nattflyn. Inga underarter finns listade.